# Abi Ofarim
Abi Ofarim, nome artístico de Avraham Reichstadt (5 de outubro de 1937 - 4 de maio de 2018) foi um músico, cantor e dançarino israelense.